# 清久村
清久村（きよくむら）は埼玉県の北東部、南埼玉郡に属していた村。

## 地理

### 河川
| - 備前堀川 - 備前前堀川 - 新川用水 - 磯沼落 - 長宮用水 - 苗間入用水 - 丸池用水（新川用水より分水し、流末の1つは磯沼落となる） - 下清久用水 - 鶴の谷悪水路 - 下清久悪水路 - 外谷堀 - 五ヶ村落堀（五ヶ村落悪水路） - 樋ノ上用水 | - 塚堀用水 - 堂沼用水 - 六所用水 - 東谷用水 - 西谷用水 - 新堀用水 - 関枠用水 - 観音落悪水路 - 地藏落悪水路 - 割目落悪水路 - 下谷悪水路 - 庄兵衛堀 - 八ヶ村落堀 |

### 地名（小字）
| 上清久村（かみきよくむら） - 白幡（しらはた） - 八幡台（はちまんたい） - 東道下（ひがしみちした） - 西道下（にしみちした） - 新川台（にっかわだい） - 藤本（ふじもと） - 長宮（ながみや） - 野佐原（のさはら） - 藏前（くらまえ） - 棧敷（しやしさ） - 磯沼（いそぬま） | 下清久村（しもきよくむら） - 鶴の谷（つるのや） - 宮浦（みやうら） - 屋敷前（やしさまい） - 谷塚（やつか） | 六万部村（ろくまんぶむら） - 本村（ほんむら） - 堂沼（どうぬま） - 今鉾台（いまほこだい） - 関の上（せきのうえ） - 金子（かねこ） - 六所（ろくしょ） - 谷田向（やたむかい） - 東谷（ひがしや） - 仁丁町（にちょうまち） - 西谷（にしや） |

| 北中曽根村（きたなかそねむら・きたなかぞねむら） - 森下（もりした） - 川妻（かわつま） - 薬師前（やくしまえ） - 下新田前（しもしんでんまえ） - 下谷（しもや） - 中谷（なかや） - 堀向（ほりむかい） - 山下（やました） - 田の上（たのかみ） - 金子（かねこ） | 所久喜村（ところぐきむら） - 東谷 - 用水内 - 西脇 - 外谷 - 惣右衛門脇 - 西谷 - 小河原井前（飛地） - 十歩割 - 前沼田 - 白山下 - 初割 - 向割 - 堤下 |

※北中曽根村は本来「中曽根村」であったが、明治以後に同南埼玉郡内の同名別村との区別をつけるため、北側に位置していた本村が「北中曽根村」となる。

## 歴史
今日の旧清久村役場の役場跡地は久喜市西公民館第３駐車場として利用されており、駐車場内の植栽に『清久村役場 跡地』と記された標柱が桜の木の下に設置されている。
年表
- 1873年（明治6年） - 豊明学校、下清久学校が開校。
- 1889年（明治22年）4月1日 - 町村制施行により、南埼玉郡上清久村・下清久村・六万部村・北中曽根村・所久喜村が合併し清久村が成立する。
- 1947年（昭和22年） - 清久村立清久中学校が開校。同年、カスリーン台風により水害が起こる。
- 1948年（昭和23年） - 清久農業協同組合が設立される。
- 1954年（昭和29年）7月1日 - 南埼玉郡久喜町・太田村・江面村と合併し、改めて久喜町となる。合併後、旧村名から清久地区と称される。
- 1971年（昭和46年）10月1日 - 久喜町が市制施行し久喜市となる。

## 産業
農業
- 農産物 - 米、梨

## 教育
- 小学校
  - 清久村立清久小学校（現：久喜市立清久小学校）
- 中学校
  - 清久村立清久中学校 - 1962年久喜町立江面中学校と統合され久喜町立久喜南中学校となる。

## 出身有名人
- 戸賀崎熊太郎（江戸時代の剣術家。旧上清久村出身。）

## 神社・寺・史蹟・祭典
- 祭典 - 上清久の天王様　八坂神社（上清久の提灯祭り）、おしっさま
- 諏訪神社
- 清福寺